# Ali Khatib
Ali Khatib (in arabo علي الخطيب‎?; in ebraico עלי חטיב‎?; Shefaram, 18 marzo 1989) è un calciatore palestinese, attaccante del Tzeirei Umm al-Fahm.

## Biografia
Nato in Israele, ha anche la cittadinanza di questo Paese. Professa, inoltre, la religione cristiana
Il trasferimento di Khatib all'Hapoel Haifa, nel gennaio 2012, ha suscitato anche diverse polemiche da parte dell'ex-club del Jabal Al-Mukaber, la cui dirigenza ha affermato che il calciatore era legato alla società da un contratto con scadenza nel 2016, per la cui risoluzione sarebbe stato necessario anche il consenso della stessa.
Dette contestazioni sono state respinte tanto dall'Hapoel Haifa, quanto da Khatib. In particolare, il calciatore ha negato di aver firmato un contratto con il Jabal Al-Mukaber, affermando il carattere amatoriale del campionato cisgiordano e accusando il Jabal Al-Mukaber di aver successivamente prodotto un contratto con la sua firma falsa.
Il Jabal Al-Mukaber, attraverso un proprio legale israeliano, ha agito dinanzi alla Corte Distrettuale di Tel Aviv, che però ha respinto la domanda. La Federazione palestinese (PFA) ha annunciato un proprio ricorso presso la FIFA.
Tuttavia, da recenti accertamenti risulterebbe che Khatib, iscritto nel 2001 dall'IFA quale calciatore israeliano, non sarebbe mai stato registrato dalla PFA quale calciatore palestinese. Qualora ciò risultasse corrispondente al vero, la PFA potrebbe incorrere in una sanzione, essendo stato il calciatore schierato in nazionale, senza essere prima registrato quale calciatore palestinese.

## Carriera

### Club
Khatib è cresciuto calcisticamente nelle giovanili dell'Hapoel Shefaram e dell'Hapoel Haifa, per poi esordire, nei campionati maggiori, nel 2008, nel club israeliano del Maccabi Ironi Shlomi Nahariya.
Nel 2009 si è trasferito ai palestinesi del Jabal Al-Mukaber, club di Gerusalemme Est, con cui ha vinto il campionato di calcio della Cisgiordania 2009-2010.
Dopo una breve parentesi nell'Hilal Al-Quds (anch'esso di Gerusalemme Est) e un fugace ritorno nelle file del Jabal Al-Mukaber, Khatib è passato, nel gennaio 2012, all'Hapoel Haifa, divenendo il primo calciatore palestinese a militare nel campionato israeliano di calcio. Voluto dall'allenatore dell'Hapoel Haifa, l'ex-centrocampista del Brescia Tal Banin, il suo ritorno ad Haifa, nelle file della squadra maggiore dell'Hapoel, è stato considerato dai più di grande auspicio per favorire la pace tra israeliani e palestinesi.
Khatib è divenuto in breve titolare dell'Hapoel Haifa, realizzando 4 gol e un assist nelle prime 7 partite disputate.
Il 31 marzo 2012, al termine della partita contro il Maccabi Petah Tiqwa, Khatib è stato assalito, all'apice di un alterco, da due membri dello staff tecnico di quest'ultimo club, che lo hanno preso a pugni, provocandogli diverse ferite alla testa e ai denti. L'episodio è stato punito dall'IFA con la penalizzazione di 3 punti del Maccabi Petah Tiqwa (poi risultati decisivi per la retrocessione del Maccabi in Liga Leumit), il cui presidente, Itzik Luzon, ha sospeso e, successivamente, licenziato gli autori del gesto. Luzon ha, comunque, negato ogni possibile connotazione razzista dell'episodio, anzi accusando Khatib e i calciatori dell'Hapoel Haifa di aver iniziato l'alterco, poi sfociato nel ferimento di Khatib.
Nell'estate 2012, Khatib passa al Maccabi Netanya.

### Nazionale
Nel 2010, mentre era in forza al Jabal Al-Mukaber, Khatib è stato convocato nella selezione under-23 della Palestina, per poi guadagnarsi la convocazione in nazionale maggiore nel 2011.
Con la selezione palestinese, Khatib ha partecipato, nel dicembre 2011, a Doha (Qatar), al torneo calcistico dei XII Giochi panarabi, realizzando un gol al Sudan al primo turno e contribuendo al raggiungimento, da parte della sua nazionale, del quarto posto finale.
Ciononostante, Khatib ha dichiarato che il suo sogno è quello di giocare nella nazionale israeliana.

## Palmarès
- Campionato di calcio della Cisgiordania: 1

Jabal Al-Mukaber: 2009-2010